# Alonso de Toro
Alonso de Toro (n. España) fue un escritor místico católico, del primer tercio del siglo XVI. 
Publicó las siguientes obras: Tratado de tribulación devoto, spiritual e muy provechoso (Sevilla, 1530); Trabajo de vicios, Coplas hechas (Sevilla, 1530 y 1532).